# 拉莫特 (愛荷華州)
拉莫特（英語：La Motte）是一個位於美國愛荷華州傑克遜縣的城市。

## 地理
拉莫特的座標為42°17′42″N 90°37′14″W / 42.29500°N 90.62056°W，而該地的平均海拔高度為282米（即925英尺）。

## 人口
根據2010年美國人口普查的數據，拉莫特的面積為1.19平方千米，當中陸地面積為1.19平方千米，而水域面積為0.00平方千米。當地共有人口260人，而人口密度為每平方千米218人。